# BLAG Linux and GNU
BLAG Linux and GNU, BLAG Linux o también, BLAG, en español (BLAG Linux y GNU); fue una distribución basada en Fedora, realizada por Brixton Linux Action Group, del sistema operativo Linux que poseía aplicaciones de escritorio enfocadas al usuario "experto", incluyendo software para multimedia, gráficos, Internet, etc. e incluía una colección de paquetes para servidores. Compartió desde su distribución base, aplicaciones como Dag, Dries, Freshrpms, NewRPMS, ATrpms, etc. Estuvo reconocida por la Free Software Foundation como 100 % libre.
El primer lanzamiento público de BLAG fue el 22 de octubre de 2002. El último lanzamiento estable, BLAG140000, se basaba en la versión 14 de Fedora, y fue lanzada el 12 de noviembre de 2011.
Richard Stallman ha mencionado que BLAG Linux And GNU y Ututo serían las distribuciones que él recomienda para su uso durante un discurso en la Universiti Sains Malasia (Malasia), el 2005.
El script utilizado en BLAG para limpiar el núcleo Linux de partes privativas fue utilizado como base para los scripts de Linux-libre.

## Algunos lanzamientos
| Versión    | Fecha de lanzamiento | Nombre clave |
| ---------- | -------------------- | ------------ |
| 9000       | 22/10/2002           |              |
| 9001       | 07/12/2003           | spike        |
| 9002       | 12/04/2004           | trike        |
| 10000      | 08/06/2004           | borrow       |
| 20000 alfa | 03/08/2004           |              |
| 30000      | 20/04/2005           | iceberg      |
| 30001      | 13/08/2005           |              |
| 30002      | 03/02/2006           |              |
| 30003      | 29/03/2006           | bicycle      |
| 40000 alfa | 27/08/2006           |              |
| 50000      | 10/07/2006           |              |
| 50001      | 23/08/2006           |              |
| 50002      | 30/09/2006           |              |
| 50003      | 29/11/2006           | sancerre     |
| 60000      | 14/01/2007           |              |
| 60000 beta | 02/01/2007           |              |
| 60001      | 10/05/2007           | odd          |
| 70000      | 12/11/2007           | sugarwater   |